# Quadrangle de Bereghinya Planitia
Le quadrangle de Bereghinya Planitia (littéralement : quadrangle la plaine de Bereghinya), aussi identifié par le code USGS V-8, est une région cartographique en quadrangle sur Vénus. Elle est définie par des latitudes comprises entre 25° et 50° N et des longitudes comprises entre 0° et 30° E,. Il tire son nom de la plaine de Bereghinya.